# Usulután (departamento)
Usulután é um departamento de El Salvador, cuja capital é a cidade de Usulután.

## Municípios
1. Alegría
2. Berlín
3. California
4. Concepción Batres
5. Ereguayquín
6. Estanzuelas
7. El Triunfo
8. Jiquilisco
9. Jucuapa
10. Jucuarán
11. Mercedes Umaña
12. Nueva Granada
13. Ozatlán
14. Puerto El Triunfo
15. San Agustín
16. San Buenaventura
17. San Dionisio
18. Santa Elena
19. San Francisco Javier
20. Santiago de María
21. Santa María
22. Tecapán
23. Usulután